# Czingiz Łabazanow
Czingiz Sulejmanowicz Łabazanow (ros. Чинги́з Сулейма́нович Лабаза́нов ; ur. 18 kwietnia 1991 roku) – rosyjski zapaśnik walczący w stylu klasycznym. Mistrz świata w 2014. Brązowy medalista igrzysk europejskich w 2015. Wicemistrz Europy w 2017. Pierwszy w Pucharze Świata w 2017, a drugi w 2014 i 2015. Wicemistrz świata wojskowych w 2018. Mistrz świata juniorów w 2010 i 2011. Mistrz Rosji w 2014, 2015 i 2021; drugi w 2016 i trzeci w 2019 roku.
Jego brat Ibragim Łabazanow jest również zapaśnikiem.
Zawieszony na rok za doping (od 11 kwietnia 2019 roku) przez Rosyjską Agencję Antydopingową - RUSADA.